# Gerardo Bedoya
Gerardo Alberto Bedoya Múnera (sinh ngày 26 tháng 11 năm 1975 tại Ebéjico, Antioquia) là một cựu cầu thủ bóng đá chuyên nghiệp người Colombia. Anh bắt đầu thi đấu ở vị trí hậu vệ và sau đó là vị trí tiền vệ phòng ngự. Bedoya được biết đến với biệt danh "The Beast" (quái thú) cùng với đó lối đá đầy tính bạo lực và thô bạo nên anh đang nắm giữ kỷ lục với 46 thẻ đỏ phải nhận trong sự nghiệp thi đấu chuyên nghiệp của mình.

## Sự nghiệp thi đấu

### Câu lạc bộ
Bedoya bắt đầu sự nghiệp chuyên nghiệp tại Deportivo Pereira vào năm 1996 sau đó gia nhập Deportivo Cali vào năm 1998, nơi anh có danh hiệu vô địch quốc gia đầu tiên trong sự nghiệp.
Năm 2001, Bedoya chuyển đến Argentina đầu quân cho Racing Club de Avellaneda và cùng với câu lạc bộ vô địch luôn Apertura năm đó. Năm 2004, anh chuyển sang Colón de Santa Fe và sau đó là chuyển tới câu lạc bộ hàng đầu khu vực Boca Juniors vào năm 2005. Tuy nhiên tại Boca anh chỉ được thi đấu đúng ba trận và tất cả đều là ở Copa Libertadores trước khi chuyển đến Mexico khoác áo Puebla.
Sau khoảng thời gian thi đấu quốc tế thì cuối năm 2005, Bedoya trở lại Colombia gia nhập Atlético Nacional và tiếp đó là Millonarios vào năm 2006. Một quãng thời gian ngắn năm 2010 thi đấu cho Envigado, sau đó là Boyacá Chicó. Năm 2011, anh tiếp tục chuyển sang Independiente Santa Fe. Đến năm 2014, anh thi đấu cho Fortaleza một năm trước khi thi đấu mùa giải cuối cùng trong sự nghiệp cho Cúcuta Deportivo.
Tuy nhiên, Bedoya nổi tiếng nhất không phải ở tài năng của anh mà là danh hiệu cầu thủ bóng đá chuyên nghiệp có nhiều thẻ đỏ nhất trong sự nghiệp với 46 lần bị truất quyền thi đấu. Trong trận derby Bogota giữa Independiente Santa Fe và Millonario vào ngày 23 tháng 9 năm 2012, anh đã nhận thẻ đỏ thứ 41 trong một trận đấu chuyên nghiệp, khi có hành vi phạm lỗi thô bạo với cầu thủ Jhonny Ramirez của Millonario. Hành vi đó khiến anh phải nhận án phạt cấm thi đấu 15 trận.

### Sự nghiệp quốc tế
Anh thi đấu trong vai trò hậu vệ trái cho đội tuyển Colombia từ năm 2001 đến 2006. Trong quãng thời gian đó, anh đã cùng đội tuyển nước nhà có lần đầu tiên giành Copa América 2001 sau khi đánh bại Mexico với tỉ số 1-0 ở trận chung kết.

### Bàn thắng quốc tế
Colombia score listed first, score column indicates score after each Bedoya goal.
| STT | Ngày                     | Địa điểm                                               | Đối thủ   | Bàn thắng | Kết quả | Giải đấu                 |
| --- | ------------------------ | ------------------------------------------------------ | --------- | --------- | ------- | ------------------------ |
| 1   | ngày 19 tháng 2 năm 2000 | Orange Bowl, Miami, Hoa Kỳ                             | Hoa Kỳ    | 2–2       | 2–2     | Cúp Vàng CONCACAF 2000   |
| 2   | ngày 31 tháng 1 năm 2001 | Đấu trường Tưởng niệm Los Angeles, Los Angeles, Hoa Kỳ | México    | 1–2       | 3–2     | Giao hữu                 |
| 3   | ngày 24 tháng 4 năm 2001 | Sân vận động Pueblo Nuevo, San Cristóbal, Venezuela    | Venezuela | 1–2       | 2–2     | Vòng loại World Cup 2002 |
| 4   | ngày 26 tháng 7 năm 2001 | Sân vận động Palogrande, Manizales, Colombia           | Honduras  | 1–0       | 2–0     | Copa América 2001        |

## Danh hiệu

### Câu lạc bộ
Deportivo Cali
- Categoría Primera A (1): 1998
- Categoría Primera A (1): Apertura 2012
- Thẻ đỏ (46): Cầu thủ lĩnh nhiều thẻ đỏ nhất trong sự nghiệp thi đấu chuyên nghiệp

### Quốc tế
- Copa América (1): Vô địch 2001